# Jean-Baptiste Pigalle
Jean-Baptiste Pigalle (n. 26 ianuarie 1714, Rueil, Métropole du Grand Paris, Franța – d. 20 august 1785, Paris, Regatul Franței) a fost un sculptor francez a cărui operă a fost influențată atât de curentul baroc, cât și de cel neoclasic.

## Viața
Pigalle s-a născut la Paris, al șaptelea copil al unui tâmplar. Deși nu a reușit să obțină Prix de Rome, după o luptă grea a intrat la Académie Royale⁠(d) și a devenit unul dintre cei mai populari sculptori ai vremii sale. Lucrările sale timpurii, cum ar fi Copilul cu colivie (model la Sèvres) și Mercur încheindu-și sandalele (Berlin și mulaj de plumb la Luvru), sunt mai puțin obișnuite decât cele din anii de maturitate, însă statuia sa nud a lui Voltaire, datată 1776 (inițial la Institut de France, achiziționată de Luvru în 1962), și mormintele sale ale contelui d'Harcourt (c. 1764) (Notre-Dame de Paris ) și al Mareșalului de Saxa, finalizate în 1777 (biserica luterană Saint-Thomas, Strasbourg ), sunt bune exemple ale sculpturii franceze din secolul al XVIII-lea.
Pigalle l-a învățat pe sculptorul Louis-Philippe Mouchy⁠(d), care s-a căsătorit cu nepoata sa și care a copiat îndeaproape stilul lui Pigalle. De asemenea, se spune că i-a predat pictoriței Madeleine-Élisabeth Pigalle⁠(d), despre care se crede că este o rudă îndepărtată din Sens. Numele său este renumit astăzi datorită cartierului roșu Pigalle din Paris, situat în jurul pieței cu același nume, Place Pigalle.
Pigalle a murit la Paris la 20 august 1785.

## Lucrări monumentale

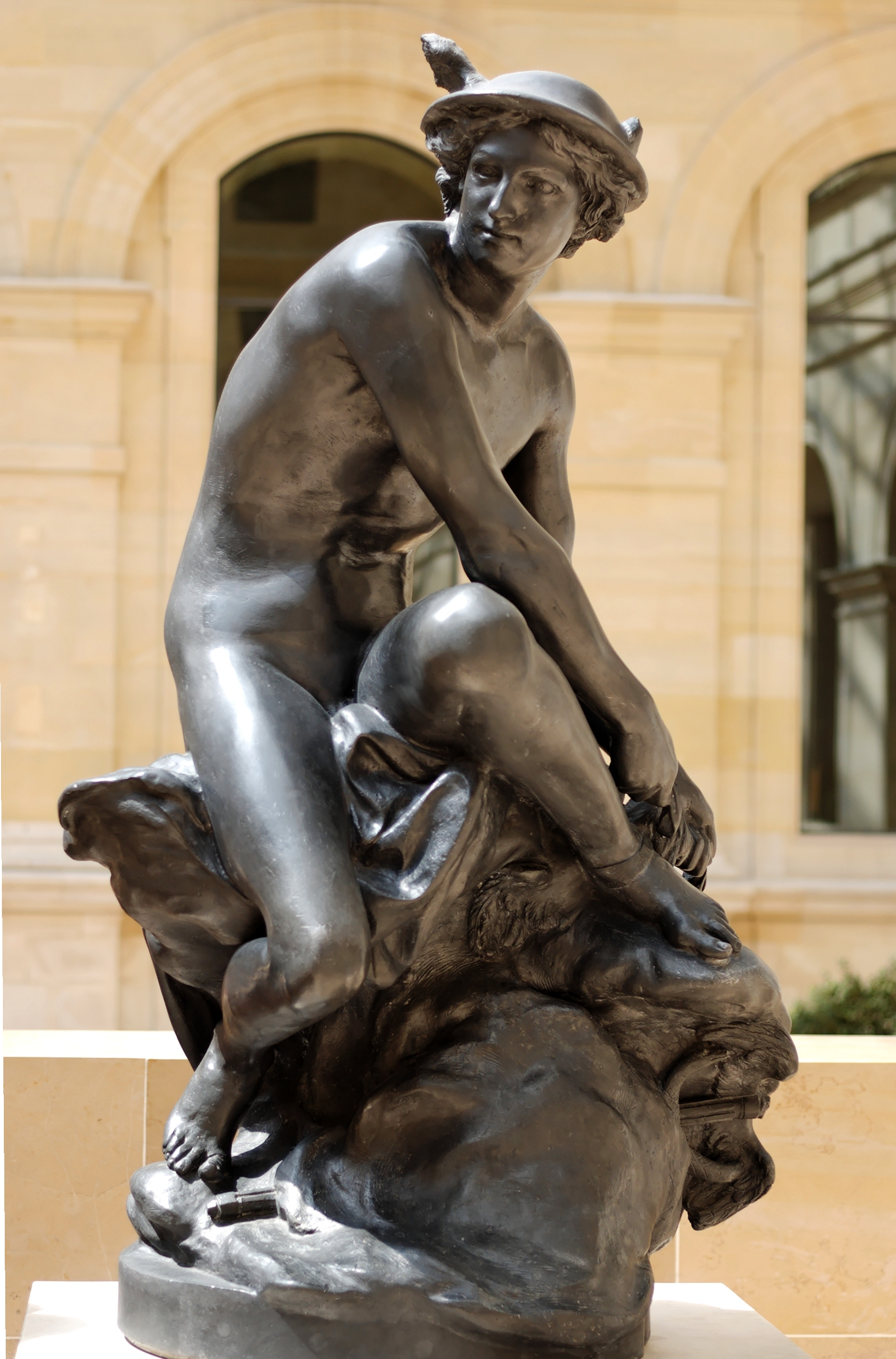
Mercur luându-și pantofii de alergat (Luvru) (1753)
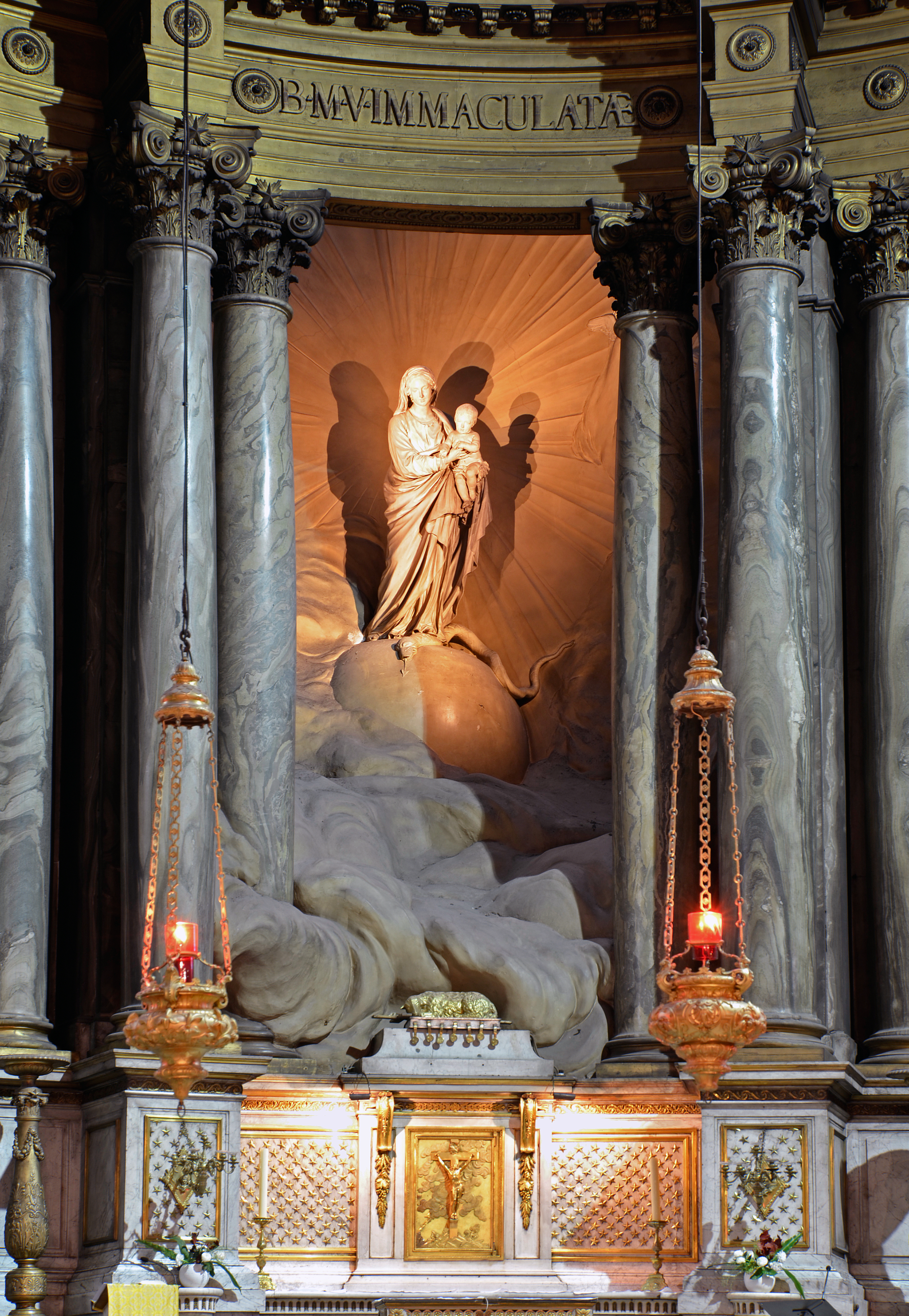
Capela Fecioarei,Biserica Saint-Sulpice, Paris
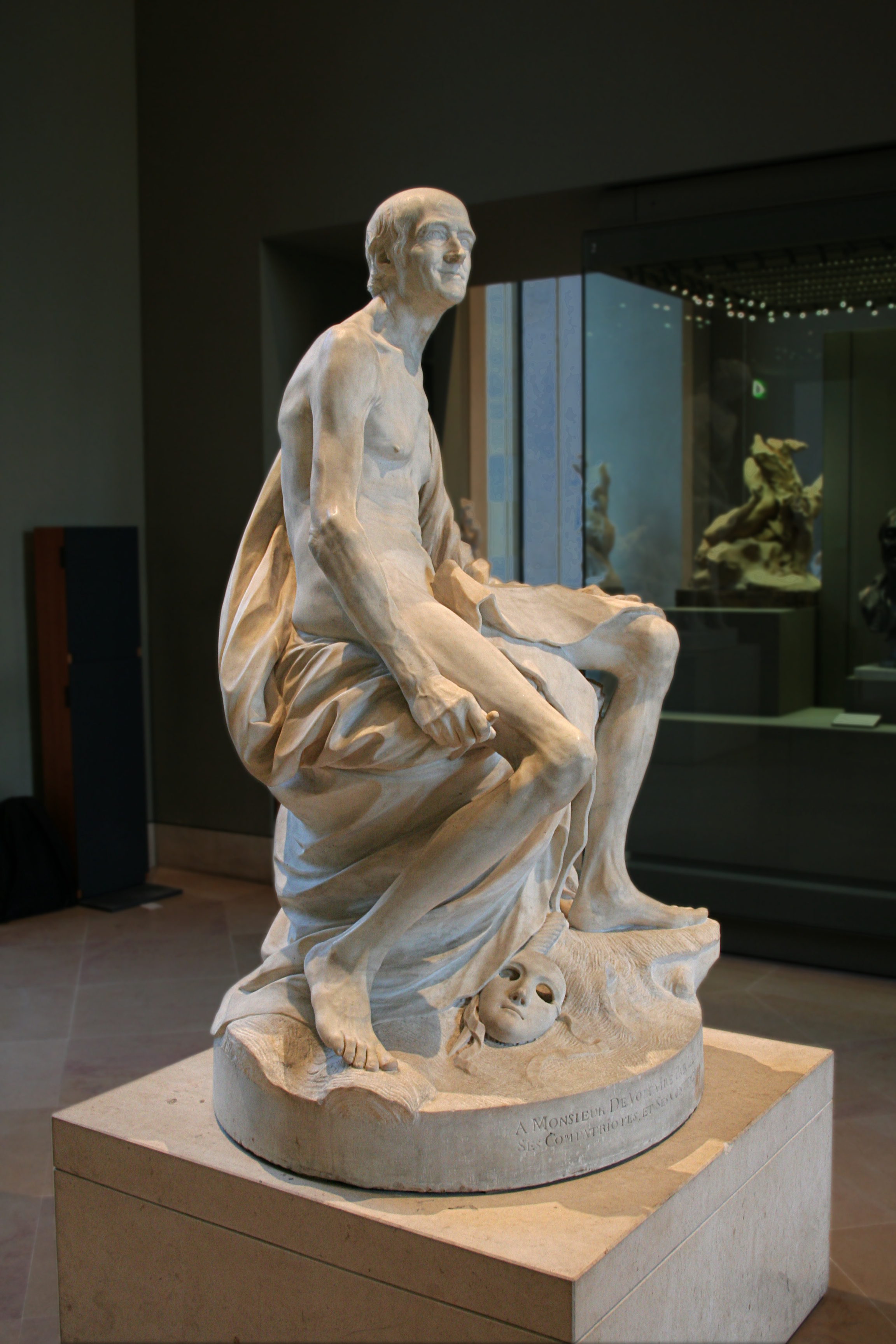
Nud al lui Voltaire (Luvru, 1777)
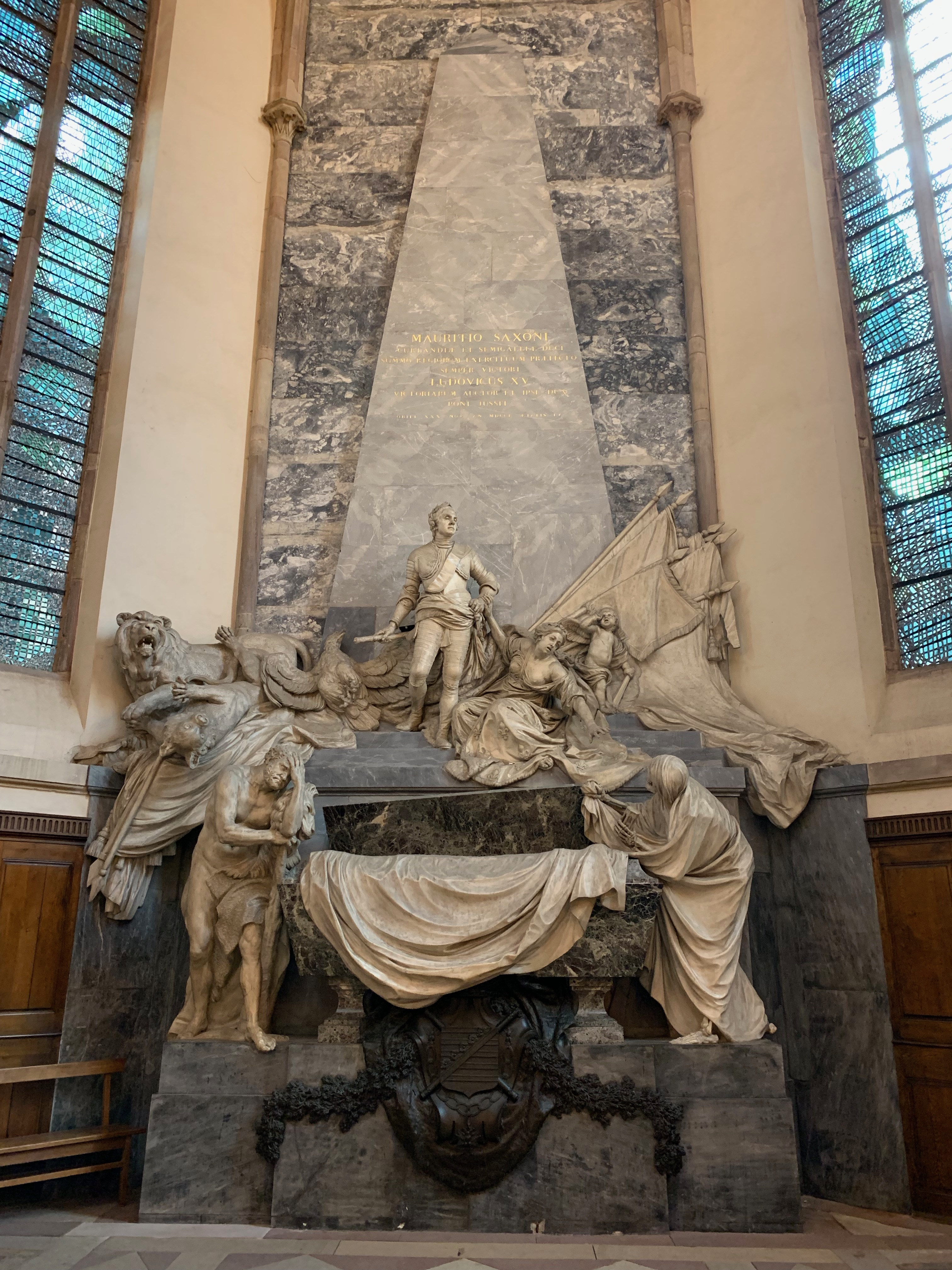
Monumentul funerar al lui Maurice de Saxa în Biserica Saint Thomas, Strasbourg

## Busturi

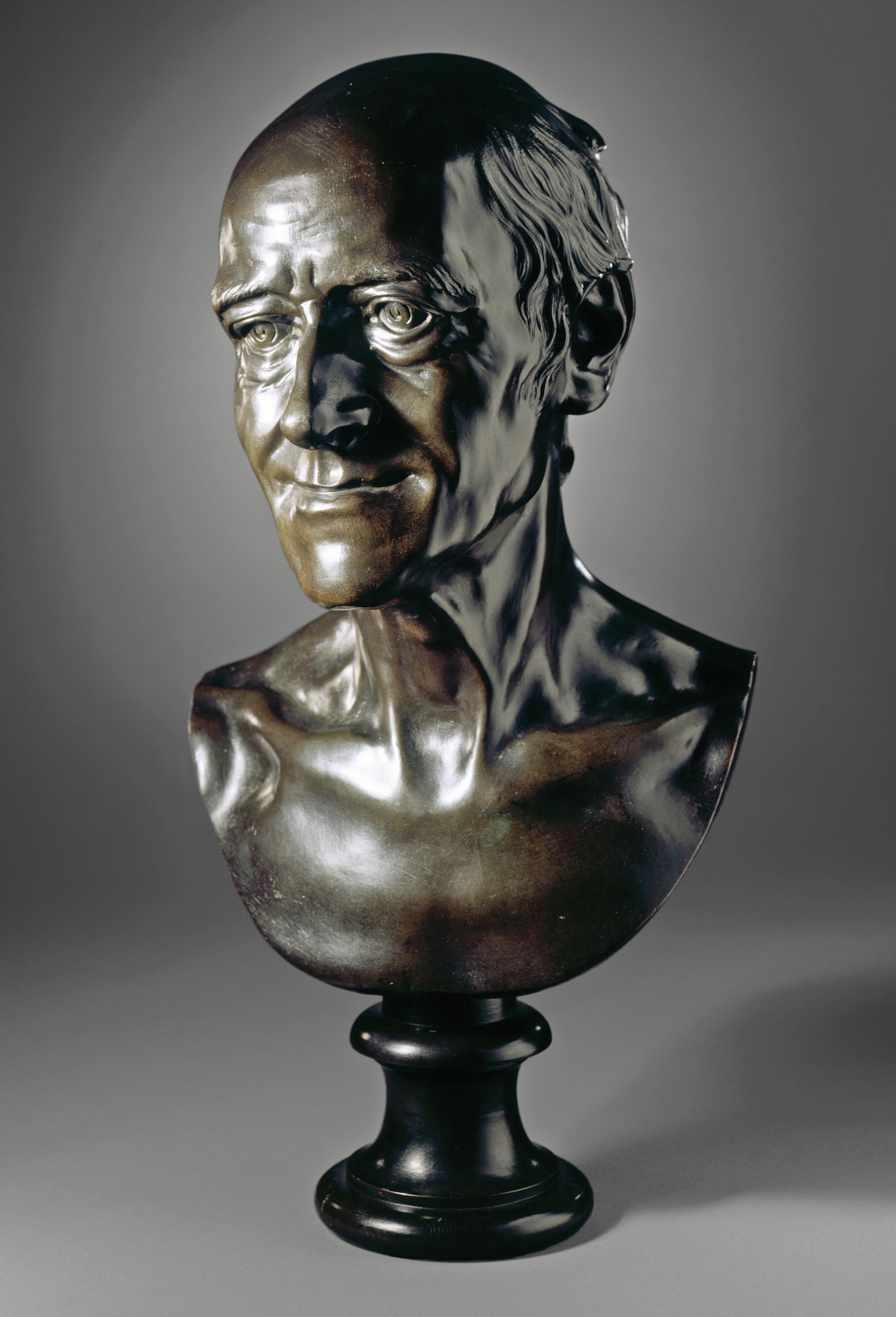
Portretul lui Voltaire (Muzeul de Artă al Comitatului Los Angeles)
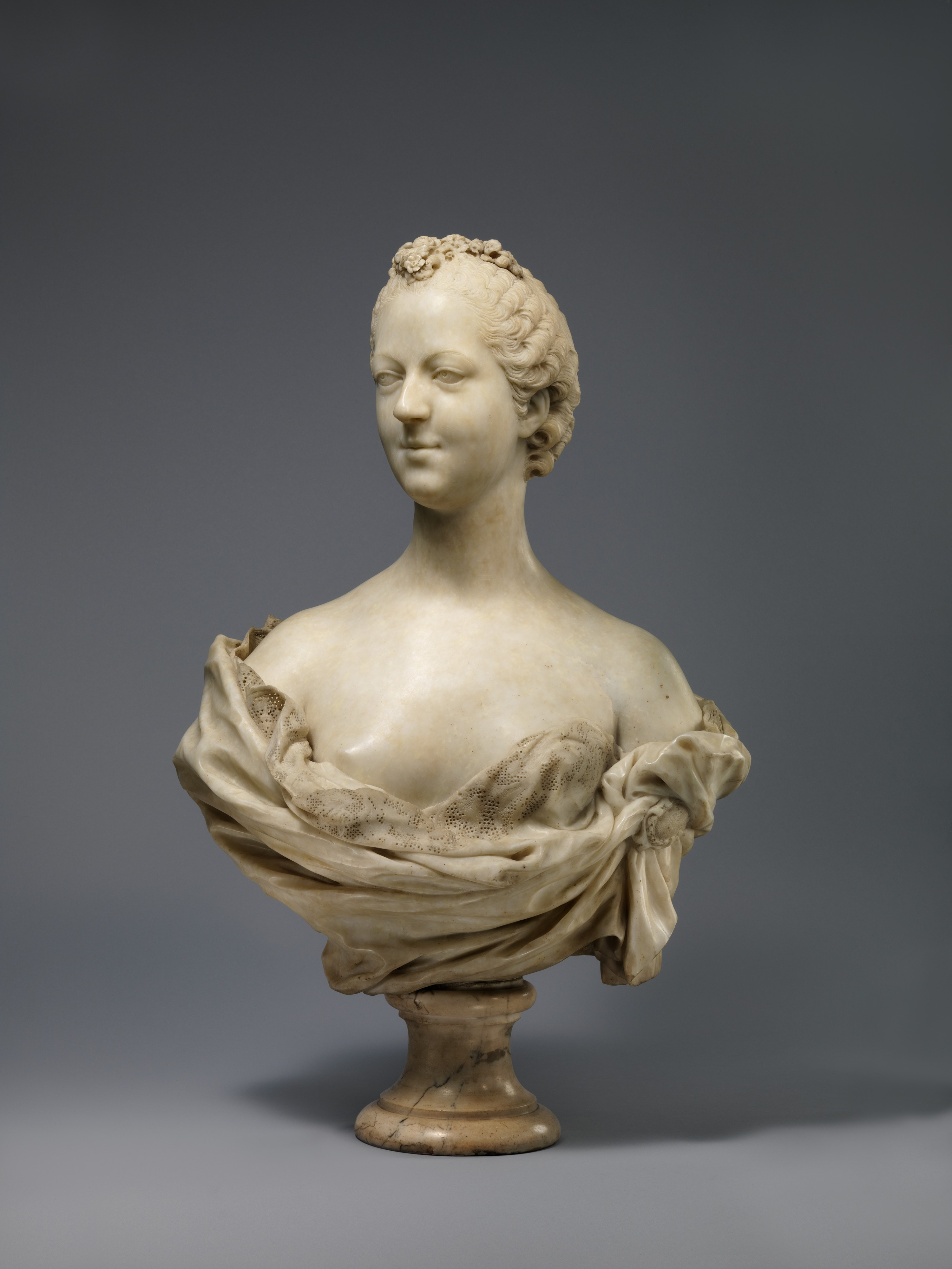
Doamna de Pompadour,Metropolitan Museum of Art , New York (1748–51)
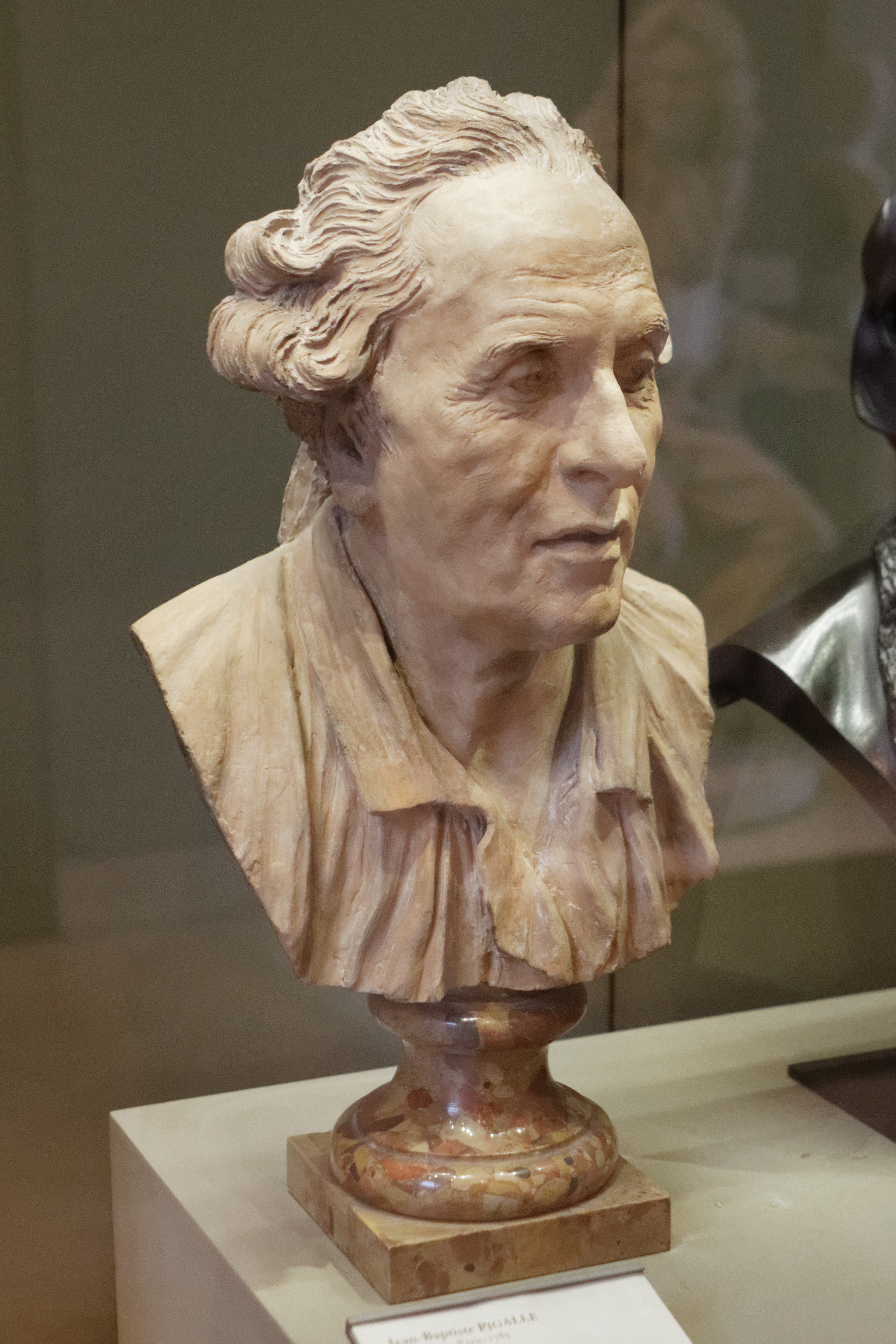
Autoportret (1770, Luvru)